# Stek (bedrijventerrein)
Stek (gestileerd als STEK) is een creatief bedrijventerrein gevestigd in het Havenkwartier in Breda. STEK is in 2014 opgericht door architect Tim van den Burg. Het bevindt zicht op een voormalig terrein van een houthandel en is eigendom van de gemeente Breda, die het in bruikleen heeft gegeven aan STEK. Er zijn circa 25 bedrijven gevestigd op het terrein en er vinden regelmatig evenementen plaats.

## Geschiedenis
Van den Burg richtte in 2009 stichting 'Braak' op om plannen te maken voor braakliggende terreinen in de stad. Een van zijn eerste projecten was Belcrum Beach, een stadsstrand aan de Mark die in 2013 werd geopend. Het jaar daarop, in 2014, werd STEK geopend.
In november 2019 maakten beeldend kunstenaars Yasser Ballemans en Anja Radakovic een poort bij de ingang van STEK. De poort, onthuld door wethouder Marianne de Bie, is gemaakt van hergebruikt hout en kunsthars.
In oktober 2020 dreigden STEK, Belcrum Beach en Pier15 vanwege woningbouwplannen hun plek op het Haveneiland in Breda te verliezen. Wethouder Boaz Adank vond de grond te waardevol voor permanente vestiging van de broedplaatsen. De gemeenteraad was verdeeld: coalitiepartijen steunden de wethouder, anderen wilden een vaste plek voor de broedplaatsen. Een motie voor permanente vestiging werd aangenomen, maar niet voor het Haveneiland. Later in de maand ondertekenden de gemeente Breda en STEK een overeenkomst om STEK te ontwikkelen als broedplaats voor circulair ondernemerschap. Er werd in het begin van 2021 een kwartiermaker aangesteld om dit te realiseren.
In december 2022 uitten STEK, Pier15 en Belcrum Beach bezwaren tegen onverwachte gemeentelijke regels in het Havenkwartier, met name geluidsbeperkingen, onduidelijke gebruiksovereenkomsten en veiligheidsscans. Deze regels, die het regelarme karakter van het gebied aantastten, dreigden inkomstenverlies en mogelijke sluiting te veroorzaken.

## Ondernemingen
Brouwerij Frontaal begon in 2015 als een kleine onderneming op het terrein, maar verhuisde in 2017 naar De Faam.
In 2020 vestigde Radio Pannekoek zich op het terrein, waar het diende als een combinatie van een radiostation, pannenkoekenhuis en bar. Na een periode van drie jaar sloten de deuren van Radio Pannekoek, vanwege beperkende normen en regels. Het pand werd overgenomen door barbecuerestaurant De Kolenmeesters.